# 102斑点狗：小狗救援
《102斑点狗：小狗救援》是一款由晶体动力制作、Eidos Interactive发行的动作冒险游戏。游戏根据迪斯尼电影《102斑点狗》改编，于2000年8月在Dreamcast、PlayStation等平台发行。
玩家可以选择Domino或者Oddball。在游戏中，玩家有多次机会收集sticker。
《IGN》的David Zdyrko给予本游戏Playstation版本10分中的7分。